# Wey VV7
Wey VV7 — среднеразмерный люксовый кроссовер, выпускавшийся с 2017 по 2021 год подразделением Wey компании Great Wall Motor. Является первой моделью бренда Wey.

## Описание
Wey VV7, ранее известный как 01 на этапе разработки, был представлен в апреле 2017 года. VV7 базировался на той же платформе, что и Wey VV5 и Haval H6. Прототип — Haval Coupe.
VV7 поставлялся в двух комплектациях: VV7 C и VV7 S.

Wey VV7 оснащён 2,0-литровым турбодвигателем GW4E20CB мощностью 227 л. с. при 5500 об/мин и крутящим моментом 387 Н·м при 1800—3600 об/мин в паре с семиступенчатой трансмиссией с двумя сцеплениями.

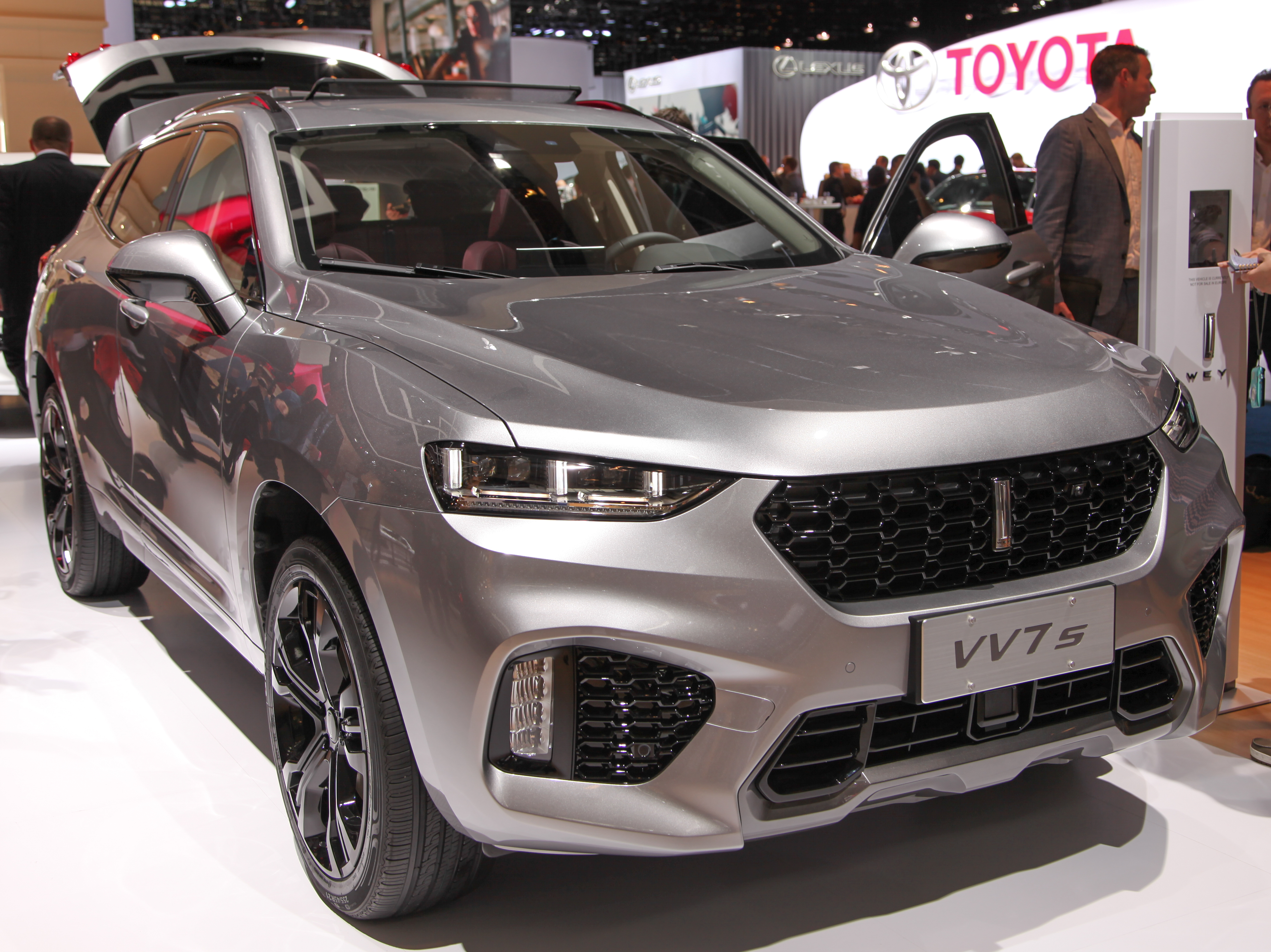
WEY VV7 S на выставке IAA
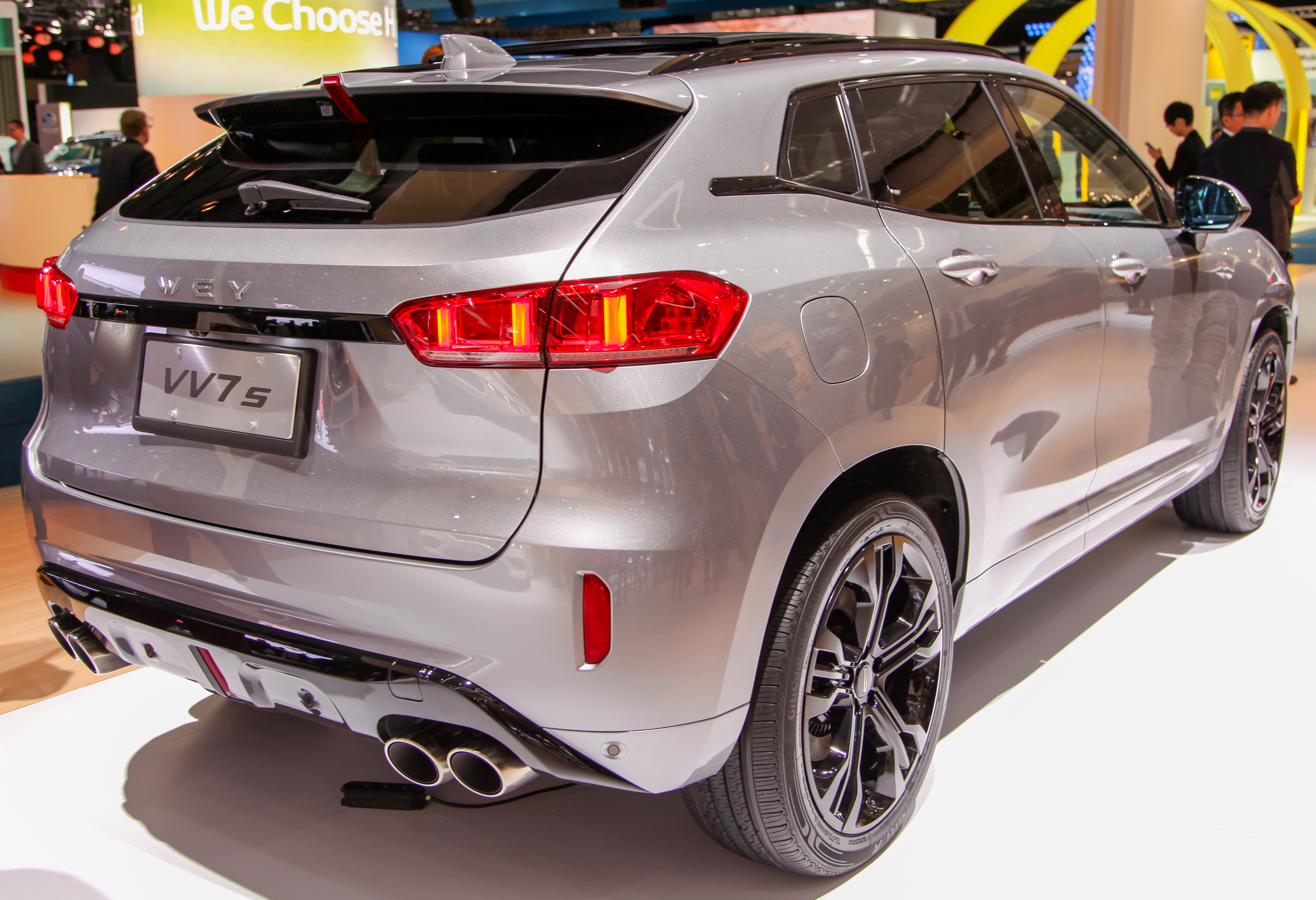
Вид сзади
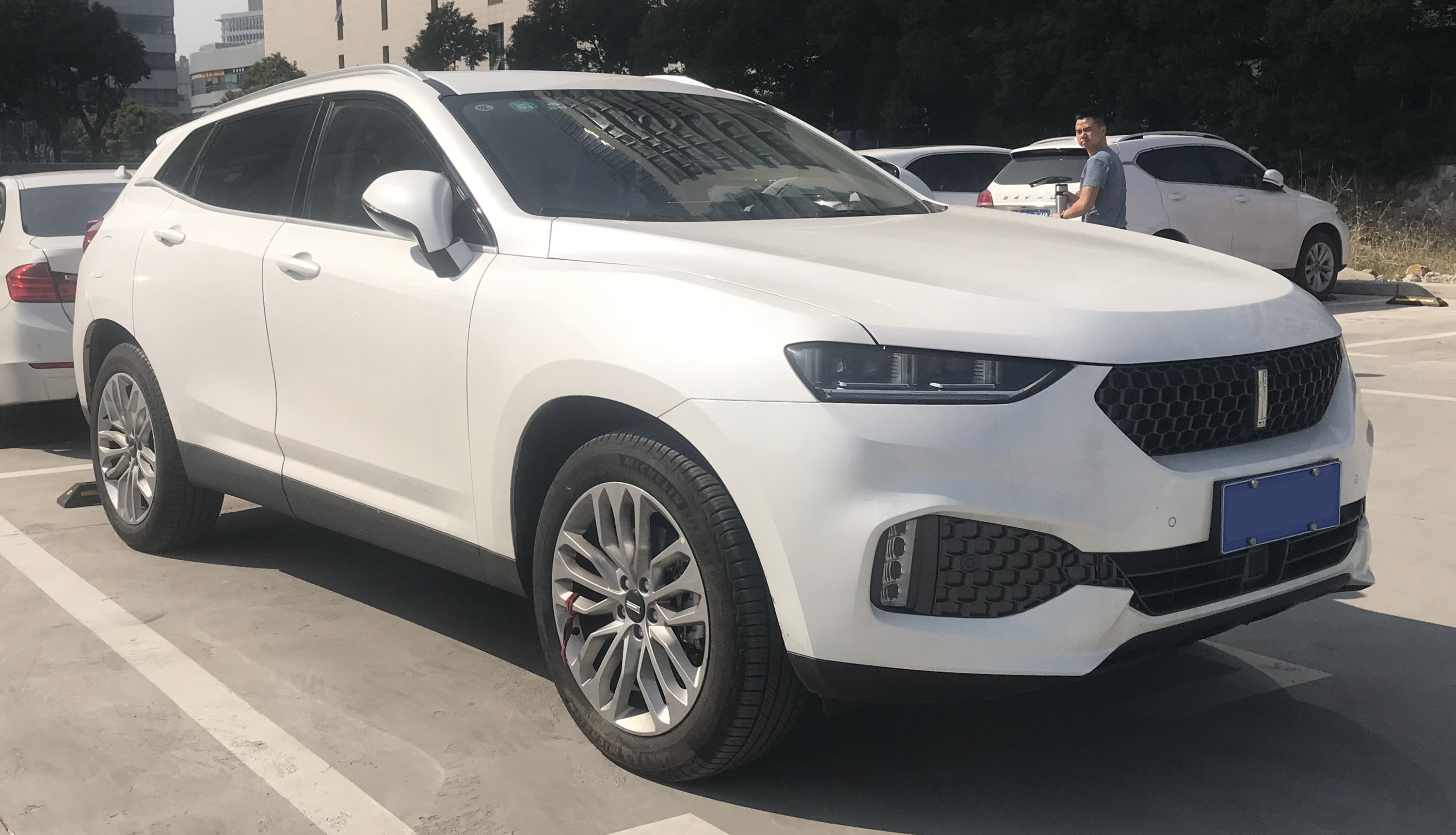
WEY VV7 C
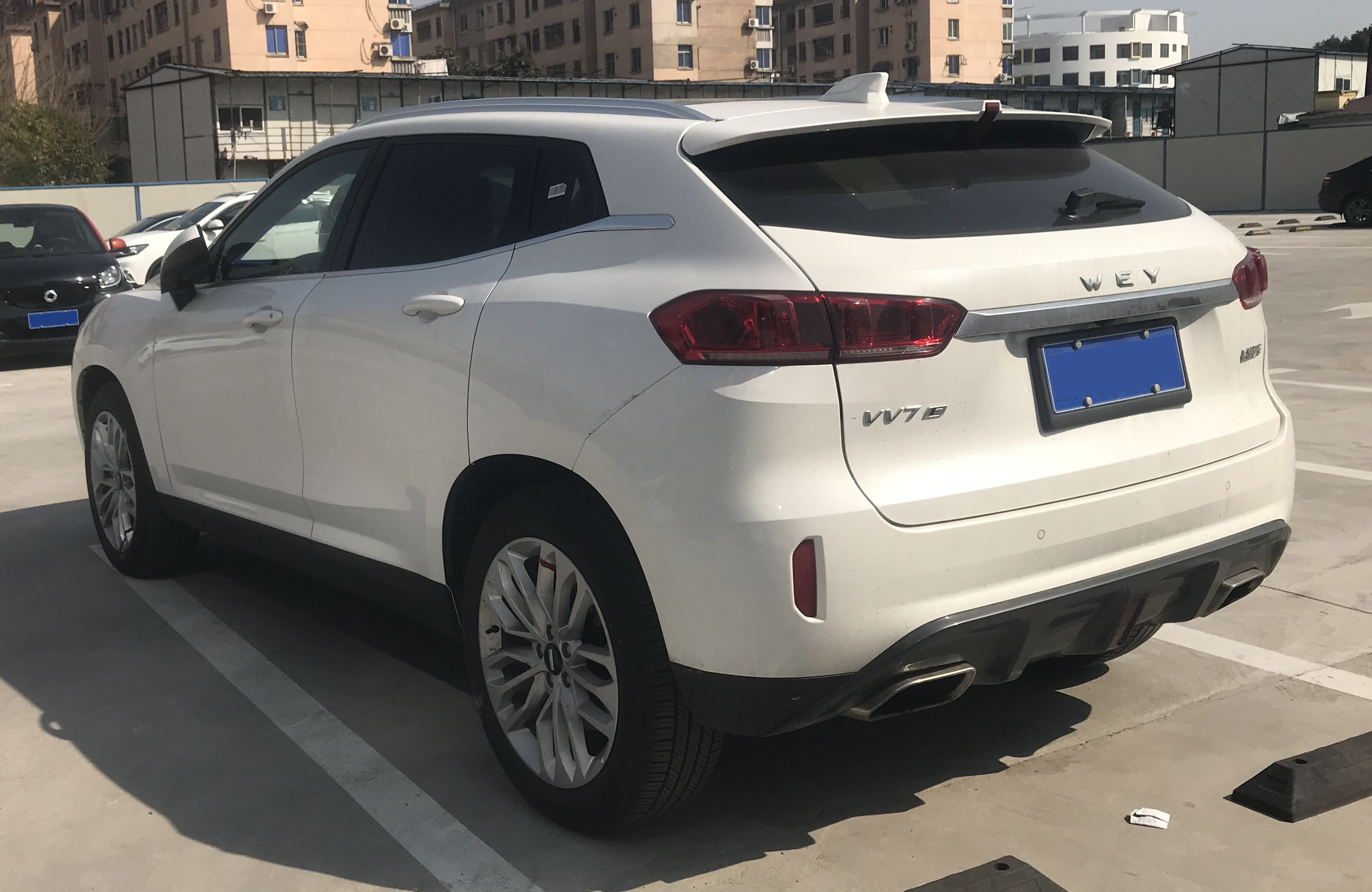
Вид сзади
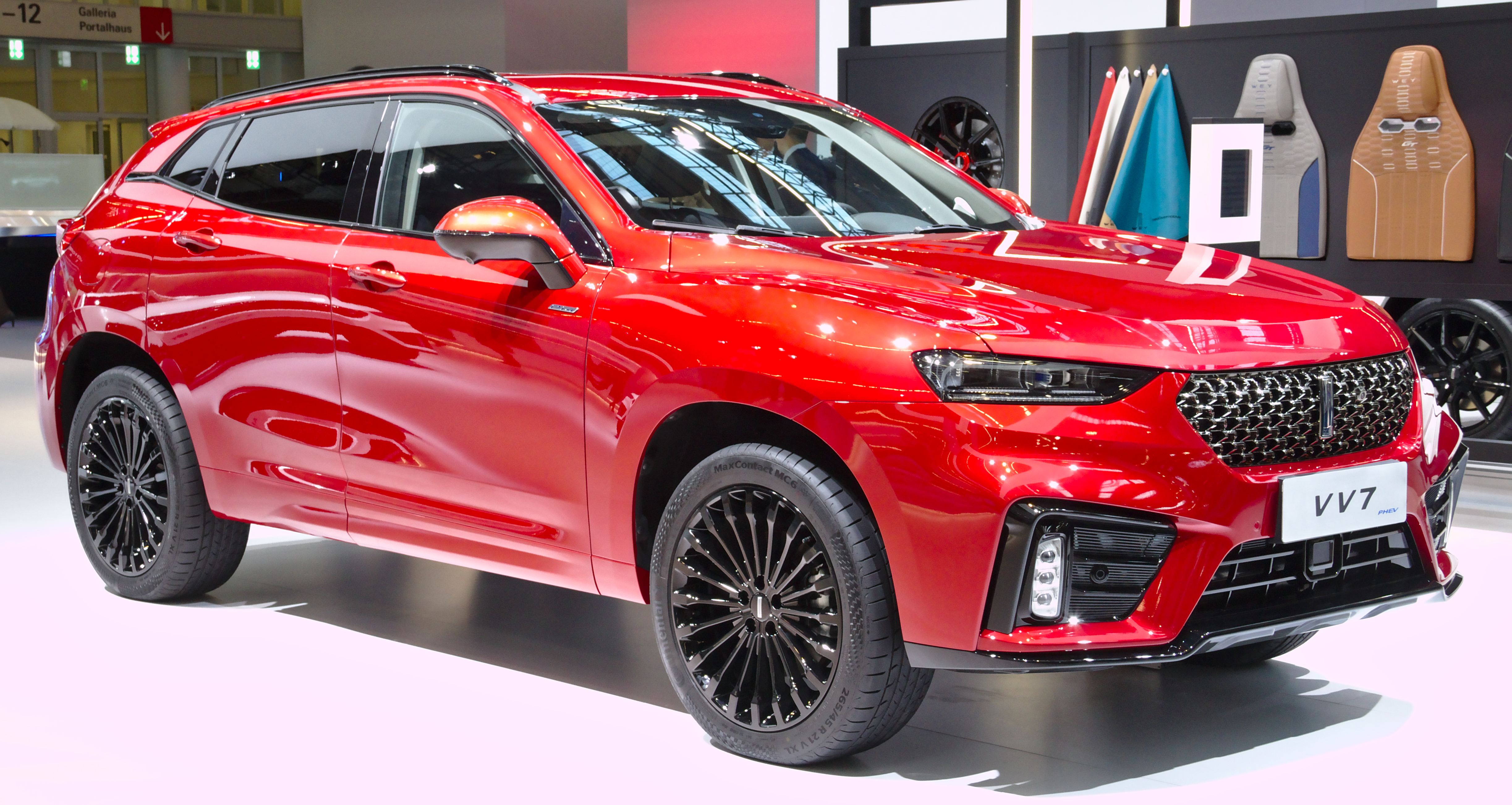
Wey VV7 PHEV
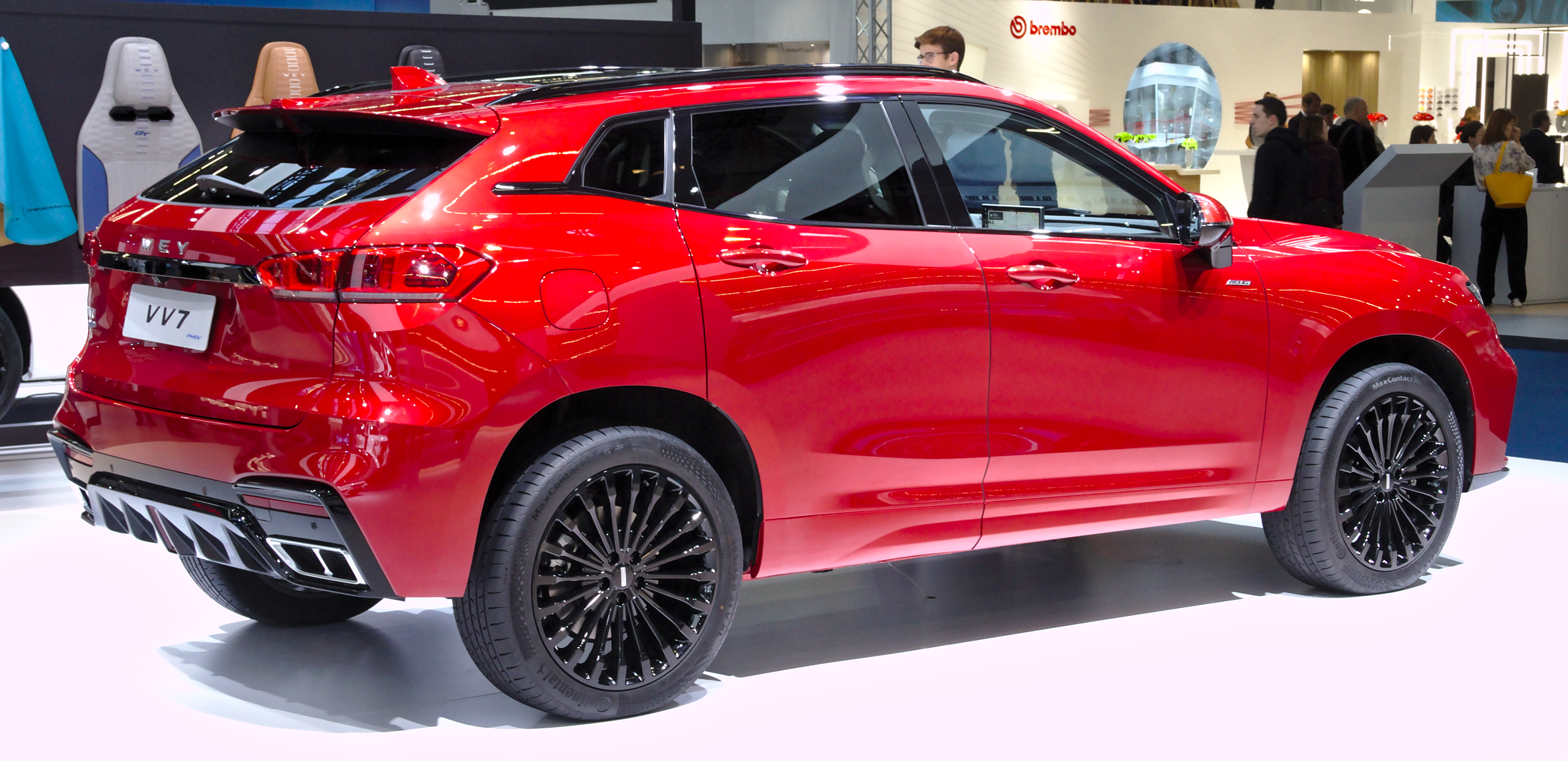
Вид сзади

## WEY VV7 GT
WEY VV7 GT является фастбэк-версией Wey VV7 со всеми компонентами, кроме C-образных стоек. В отличие от оригинального VV7, VV7 GT также оснащён системой дистанционного запуска двигателя.

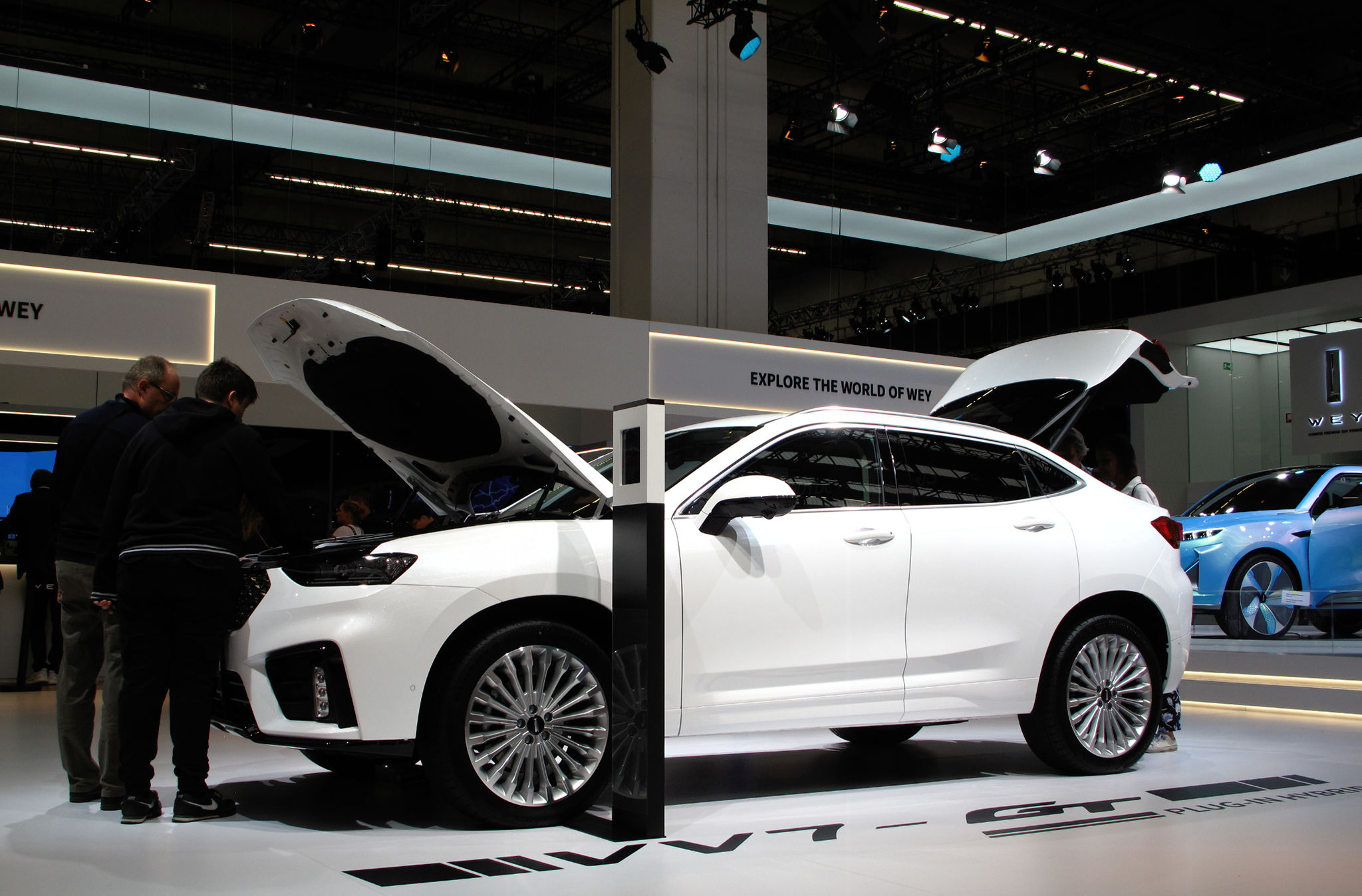
Wey VV7 GT PHEV
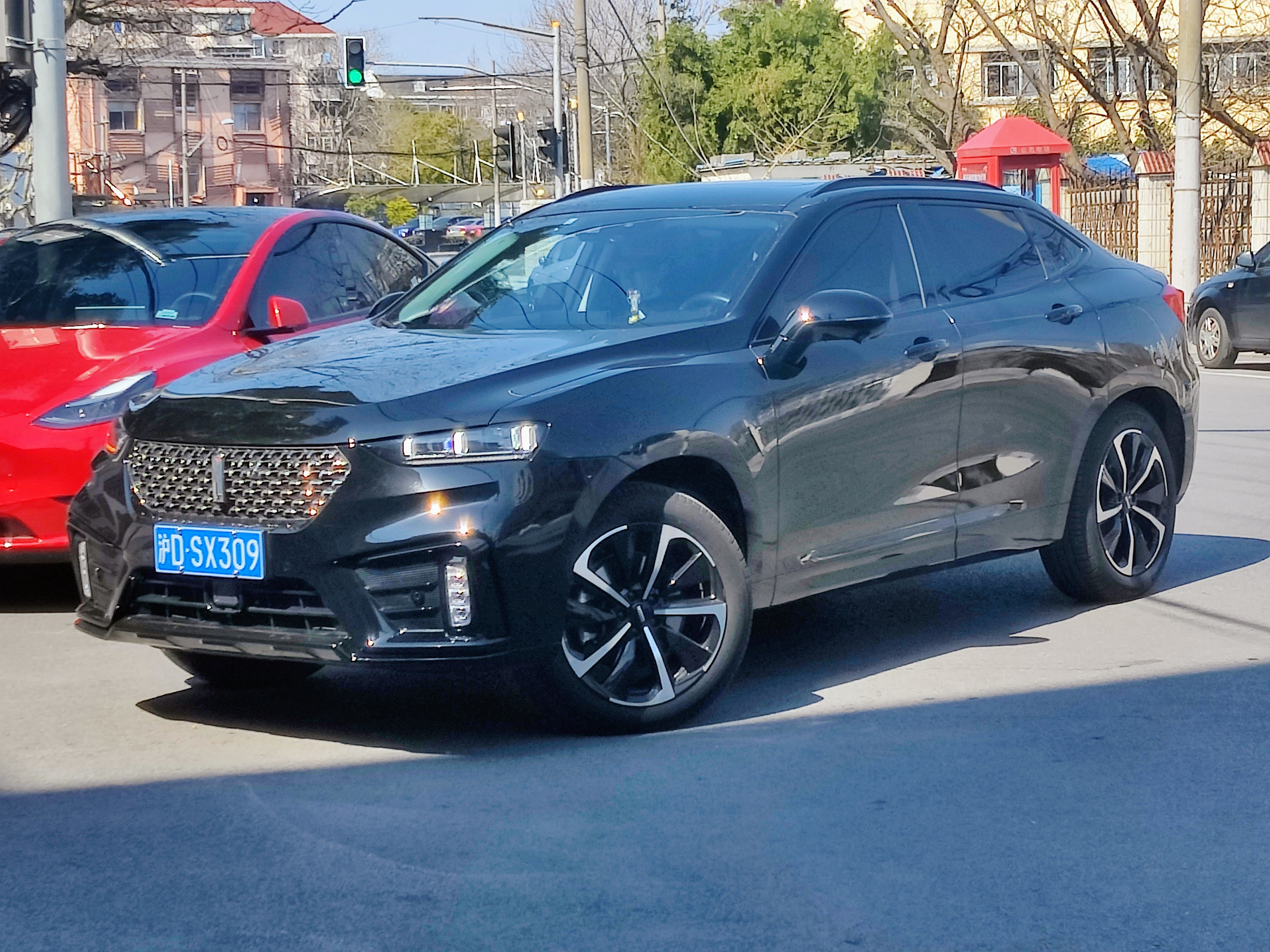
Вид спереди
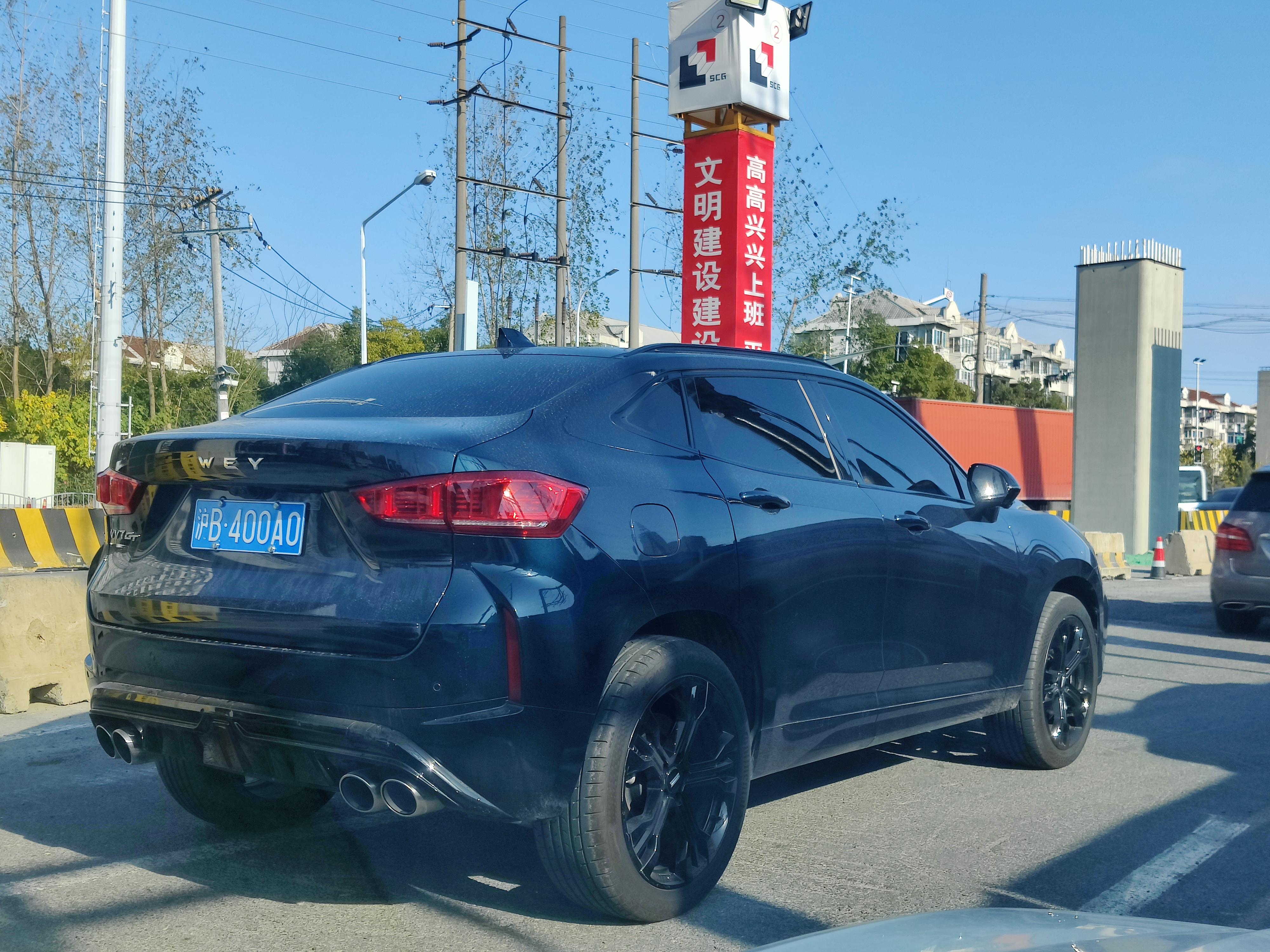
Вид сзади

## WEY VV7 GT Brabus
Версия Brabus имеет расширяющиеся крылья, чёрные 21-дюймовые колёсные диски, красные тормозные суппорты, модифицированные передний и задний бамперы, черный задний диффузор, стоп-сигнал в стиле F1, тонированные стёкла, прозрачные задние фонари и увеличенный спойлер на крышке заднего люка.

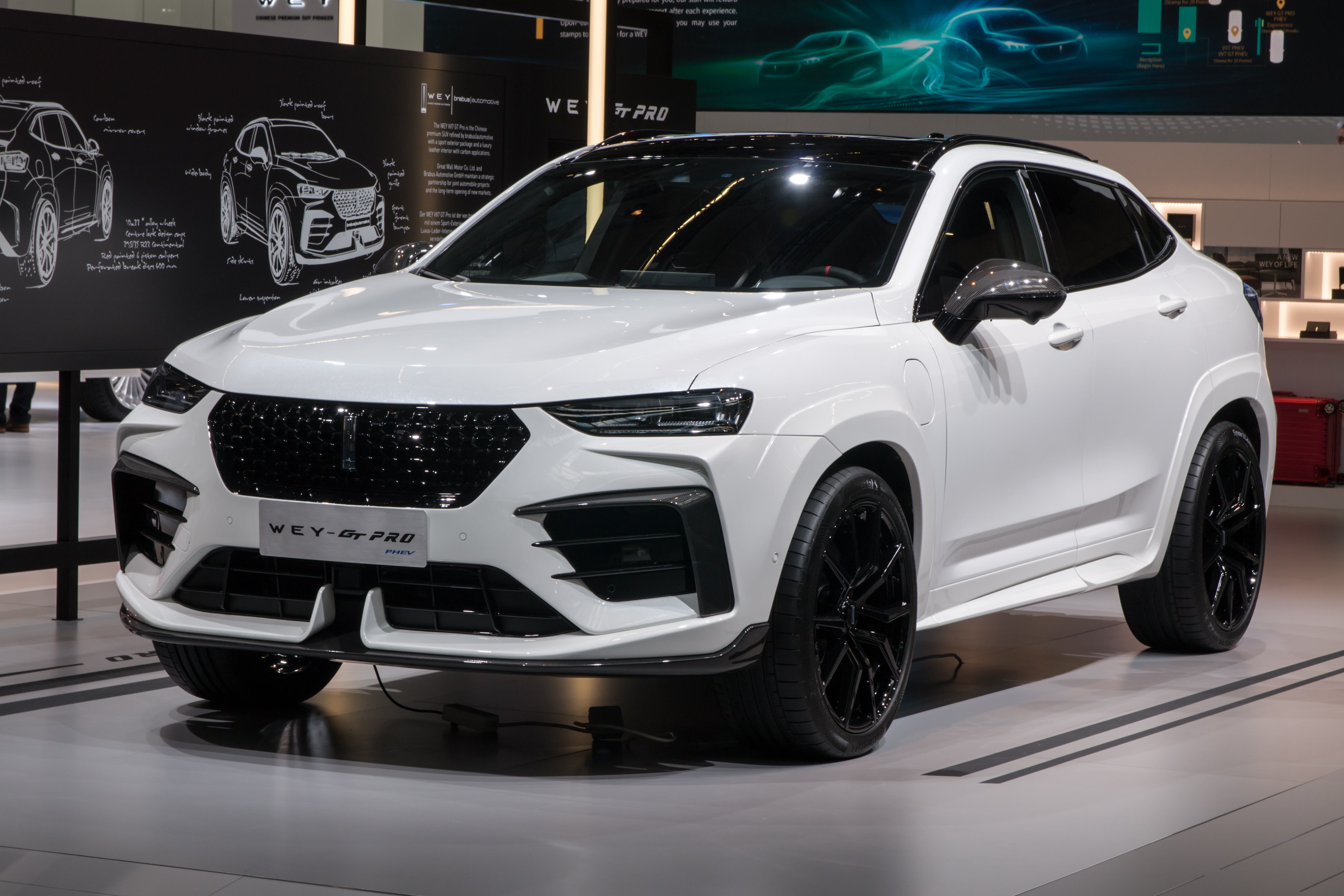
Вид спереди
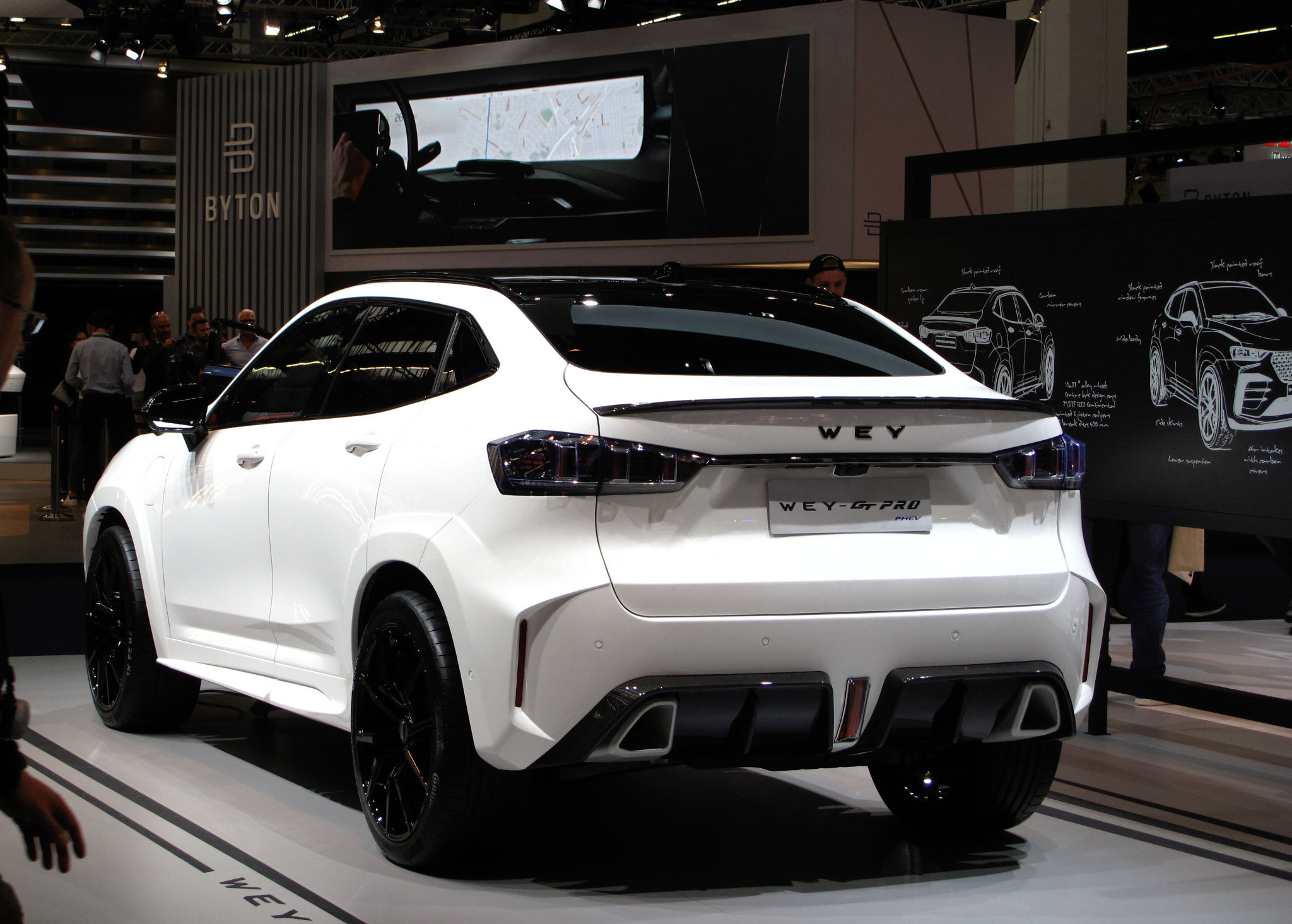
Вид сзади